# Kriget i Uppland
Kriget i Uppland är en svensk stum dokumentärfilm från 1910 med Henning Liljegren som producent. Filmen skildrar fälttjänstövningarna i Uppland hösten 1910, vilka ägde rum i trakten av Sigtuna. Filmen premiärvisades 9 oktober på Östermalms Biografteater och Eldorado i Stockholm.